# Shatt al-'Arab

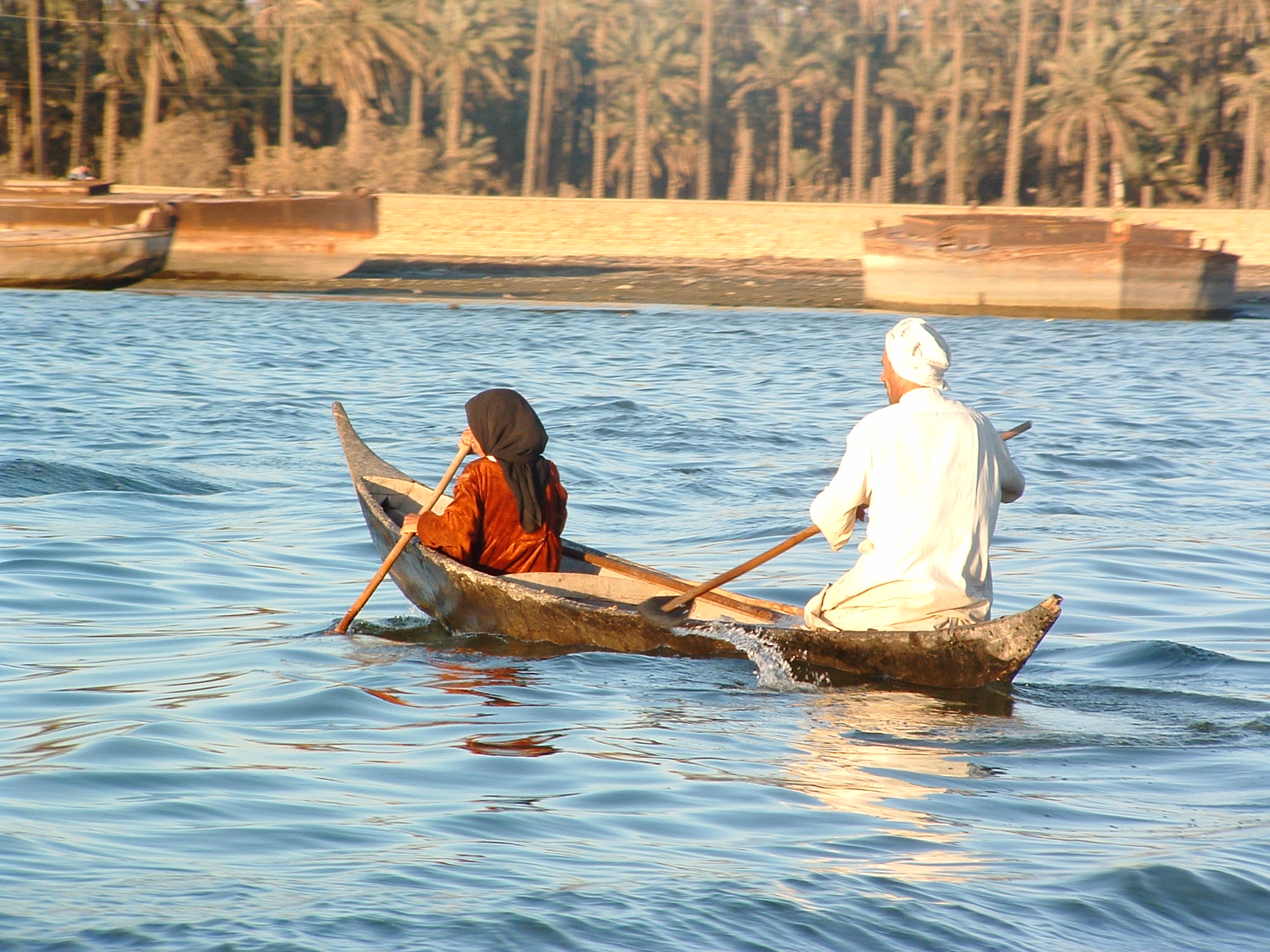
Imbarcazione irachena sullo Shaṭṭ al-ʿArab

Lo Shaṭṭ al-ʿArab (in arabo شط العرب‎?, 'sponda degli Arabi') o Arvand rud (in persiano اروندرود‎, 'fiume Arvand') è un fiume dell'Asia sud-occidentale formato dalla confluenza del Tigri e dell'Eufrate presso la cittadina di Al-Qurna, nel sud dell'Iraq, circa 150 chilometri prima di sfociare nel Golfo Persico.
Lo Shaṭṭ al-ʿArab, su cui si affaccia la città irachena di Bassora, è navigabile per un vasto tratto e ciò lo rende prezioso per il traffico di petroliere della regione. Per questo motivo la zona che gravita intorno a questo corso d'acqua è stata al centro di varie dispute territoriali fino alla guerra che ha contrapposto l'Iraq all'Iran fra il 1980 e il 1988.

## Caratteristiche
La via d'acqua ha una larghezza che va dai 232 metri all'altezza di Bassora, agli 800 metri nei pressi della foce. 
Si ritiene che la via d'acqua si sia formata in tempi relativamente recenti in seguito ai continui apporti alluvionali del Tigri e dell'Eufrate, e che precedentemente i due fiumi sfociassero separatamente nel Golfo Persico, in posizione più arretrata, dove sono state trovate le tracce degli antichi insediamenti protostorici allora situati direttamente sulla sponda del mare, come le città di Eridu, Ur e in generale della cultura di Ubaid.
Il fiume Karun, un affluente proveniente dal versante iraniano, apporta ingenti quantitativi di limo che richiedono un continuo dragaggio per consentire la navigabilità della via d'acqua.
Nella regione si trova una delle più vaste coltivazioni di palme da datteri, che attorno alla metà degli anni 1970 era costituita da 17 o 18 milioni di piante, che rappresentavano circa un quinto dei 90 milioni di piante stimate esistere nel mondo. Gli effetti combinati di guerra del Golfo, sali e pesticidi hanno portato alla scomparsa di circa 14 milioni di piante, 9 milioni in Iran e 5 milioni in Iraq. La maggior parte dei rimanenti 3 o 4 milioni di esemplari è in condizioni precarie.
Nell'antica letteratura persiana e nello Shahnameh, il nome اروند‎ Arvand è usato per indicare il solo Tigri, uno dei fiumi che confluiscono nello Shaṭṭ al-ʿArab. Gli iraniani iniziarono a usare questo nome per indicare specificamente lo Shaṭṭ al-ʿArab durante la dinastia Pahlavi e continuarono poi a farlo anche dopo la rivoluzione iraniana del 1979.

## Le dispute territoriali per il controllo della via d'acqua
La disputa per la giurisdizione territoriale su questo fiume è stato uno dei motivi principali del conflitto tra Iran ed Iraq, terminato nel 1988 quando venne ripristinata la situazione pre-bellica.
Il controllo della via fluviale è stata oggetto di dispute già prima del conflitto Iraq-Iran sin dal trattato di pace del 1639 firmato tra Impero ottomano e Impero safavide, che si divisero il territorio seguendo le varie appartenenze tribali degli abitanti della regione. Tuttavia proprio in base a questo criterio, l'Impero ottomano reclamò il controllo totale della via d'acqua, proclamandosi rappresentante ufficiale e tutore delle popolazioni chiamate Arabi delle paludi che abitano entrambe le rive del fiume (da qui il toponimo usato in arabo) lungo il suo corso inferiore.
Le tensioni tra Impero ottomano e Persia si protrassero e si intensificarono fino allo scoppio delle ostilità nel XIX secolo. Si giunse poi al trattato di Erzurum del 1847, che vide la partecipazione di delegazioni britanniche e russe. Tuttavia anche in seguito continuarono le rivendicazioni da entrambe le parti e la tensione restò alta fino a quando Lord Palmerston, ministro degli esteri britannico, non giunse a dichiarare la necessità nel 1851 di istituire un arbitrato tra Impero russo e Regno Unito per dipanare l'annosa questione. Fu così che nel 1913 venne siglato a Costantinopoli un protocollo tra Giovani Turchi e Impero persiano che venne però del tutto vanificato con lo scoppio della prima guerra mondiale.
Durante il mandato britannico della Mesopotamia (1920-1932), per il controllo della via d'acqua fu applicato lo stesso principio che era allora in vigore in Europa per il Danubio, cioè che la linea di confine correva lungo la linea di maggior profondità del corso del fiume.
Nel 1937 Iran e Iraq firmarono un trattato che poneva fine alla disputa sul controllo dello Shatt al-Arab. Il trattato stabiliva il confine lungo la linea di bassa marea sul lato orientale del fiume, tranne che a Abadan e Khorramshahr dove invece la frontiera coincideva con la linea di massima profondità; questo dava di fatto all'Iraq il controllo dell'intera via d'acqua. L'Iran aveva il diritto di utilizzare il canale, purché le sue navi issassero la bandiera irachena, al comando messo un capitano iracheno e venisse pagato un pedaggio.
Verso la fine degli anni 1960, l'accresciuta potenza militare iraniana determinata dalla politica dello scià Mohammad Reza Pahlavi portò l'Iran ad assumere una posizione sempre più determinante nel Medio Oriente, il che sfociò nell'aprile 1969 nell'abrogazione del trattato del 1937; l'Iran smise a questo punto di pagare il pedaggio all'Iraq per il passaggio delle sue navi. Lo scià giustificò la sua decisione affermando che in tutto il mondo il confine corre lungo la linea di massima profondità del fiume; inoltre, poiché la maggioranza delle navi che solcavano lo Shaṭṭ al-ʿArab era iraniana, il trattato del 1937 non era equo. L'Iraq minacciò sanzioni militari, ma il 24 aprile 1969, quando una petroliera iraniana scortata da navi da guerra percorse il canale, l'Iraq conscio di essere militarmente più debole non intervenne. L'abrogazione da parte iraniana del trattato del 1937 segnò l'inizio di un acuto periodo di tensione tra i due paesi, che perdurò fino agli accordi di Algeri del 1975.
Prima dell'accordo infatti il leader iracheno Saddam Hussein aveva reclamato per il suo Paese il controllo dell'intera via d'acqua fino alle sponde iraniane; in risposta l'Iran dal 1970 cominciò a sostenere la lotta dei Curdi iracheni per l'indipendenza. Tutte le proposte di mediazione delle Nazioni Unite furono respinte da entrambi i contendenti fino al marzo 1975 quando i due paesi firmarono gli accordi di Algeri con cui l'Iraq riconosceva come linea di frontiera la linea di massima profondità e in cambio l'Iran smetteva di sostenere le rivendicazioni curde.
Nel 1980 Hussein abrogò il trattato di Algeri che egli stesso aveva firmato e iniziò l'invasione dell'Iran. La maggior parte del supporto alle truppe di terra irachene avveniva attraverso la via grande d'acqua che era anche il solo sbocco iracheno al Golfo Persico. La via d'acqua divenne così il bersaglio degli attacchi iraniani. Quando la penisola di Al-Faw fu catturata dagli Iraniani nel 1986, l'Iraq fu costretto ad utilizzare altri porti arabi come il Kuwait e anche Aqaba, in Giordania. Al termine del conflitto, entrambe le parti accettarono di considerare ancora validi gli accordi di Algeri.

## Conflitti recenti

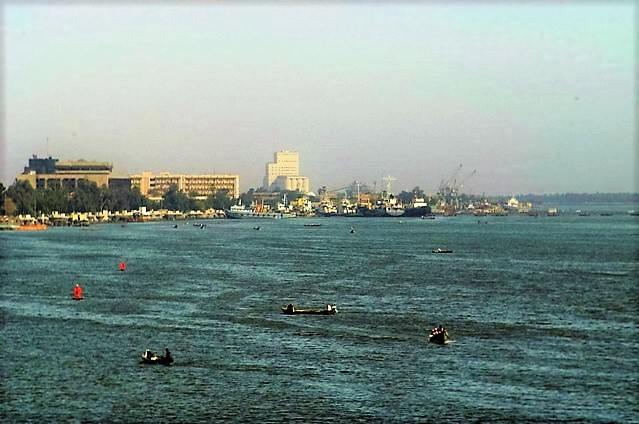
Lo Shaṭṭ al-ʿArab nei pressi di Bassora, in Iraq

Durante l'invasione dell'Iraq nel 2003, la via d'acqua era un obiettivo chiave militare per le forze della coalizione. Dal momento che è l'unico sbocco al Golfo Persico, la sua cattura è stata importante nel garantire gli aiuti umanitari al resto del Paese, e anche per fermare il flusso di operazioni di contrabbando illegale. All'inizio del conflitto i marines britannici pianificarono un assalto anfibio per catturare le importanti installazioni petrolifere e le piattaforme portuali situate a Umm Qasr, sulla penisola di al-Faw sull'estuario del Khawr Abd Allah.
Dopo la fine della guerra, su mandato della risoluzione 1723 del Consiglio di sicurezza delle Nazioni Unite, al Regno Unito è stata affidata la responsabilità di pattugliare la via d'acqua e la zona del Golfo Persico attorno alla foce del fiume, e di assicurarsi che le navi nella zona non vengano utilizzate per il trasporto di munizioni all'Iraq.
In due occasioni, le forze iraniane che operano sullo Shatt al-Arab hanno catturato marinai della Royal Navy accusandoli di aver sconfinato nel loro territorio.